# 5.º Congresso Nacional do Partido Comunista da China
O Quinto Congresso Nacional do Partido Comunista da China foi realizado entre 27 de abril e 9 de maio de 1927, em Wuhan, China. A República da China era o governo oficial da China naquela década, e os comunistas eram amplamente discriminados e perseguidos. O congresso foi realizado em um momento crítico da revolução chinesa, logo após o Generalíssimo Chiang Kai-shek comandar os eventos do Massacre de Xangai, onde o Kuomintang realizou um expurgo em grande escala dos oficiais comunistas que estavam integrados ao partido. Algumas fontes afirmam que mais de mil comunistas foram presos, cerca de 300 executados e mais 5 mil desaparecidos; outros calculam de 5 a 10 mil mortos. O episódio marcou a ruptura entre o Partido Nacionalista e o Partido Comunista, dando início à Guerra Civil Chinesa.

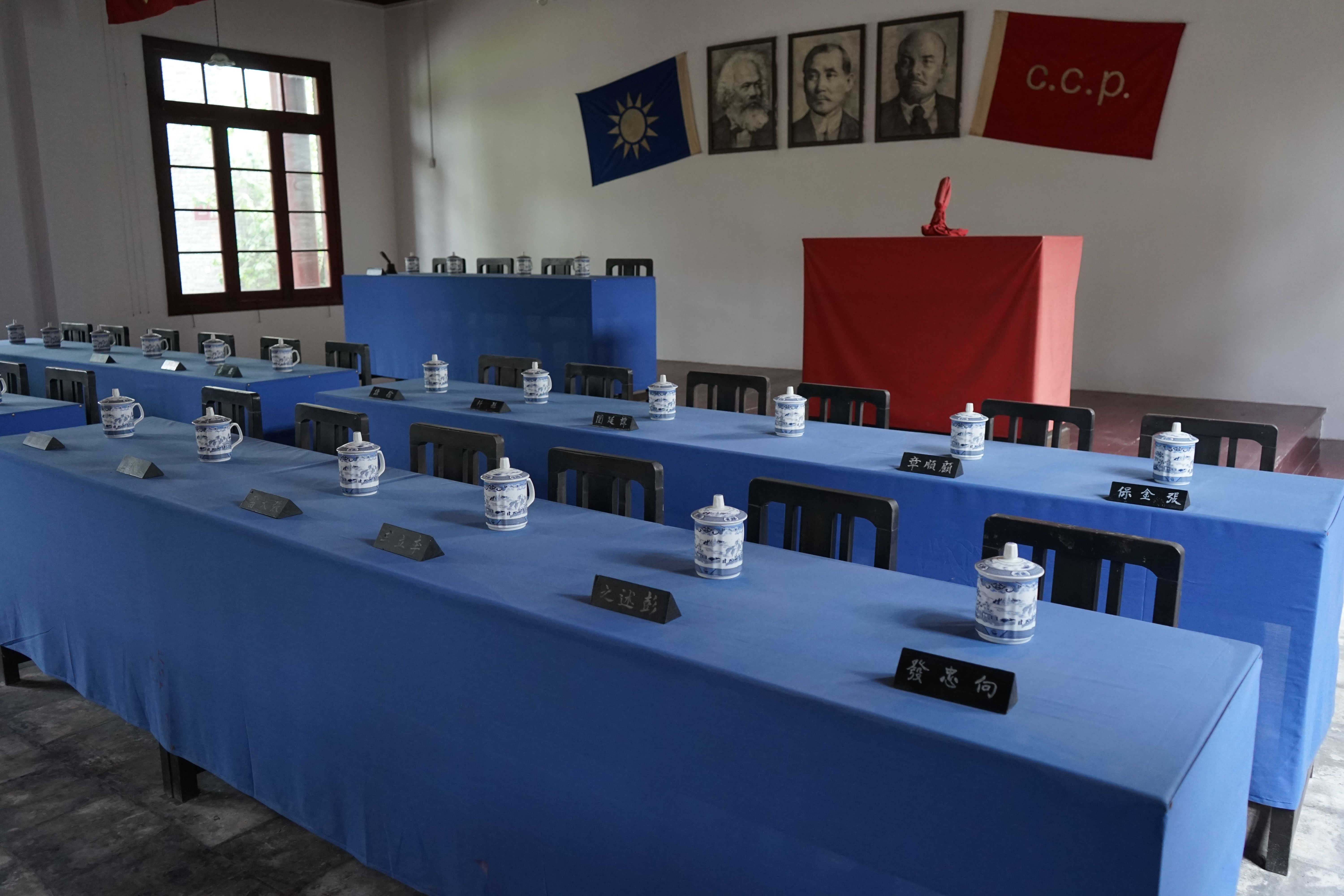
Museu do 5º Congresso Nacional do Partido Comunista da China

## Discussão
O congresso aprovou a resolução sobre a revolução chinesa apresentada na Sétima Reunião Plenária Ampliada do Comitê Executivo da Internacional Comunista. De acordo com o espírito dessa resolução, o congresso passou a criticar Chen Duxiu pelos erros e desvios considerados "direitistas" demonstrados em sua negligência na luta com a burguesia pela liderança da revolução. 
O congresso também estabeleceu quais seriam as principais tarefas para o desenvolvimento da revolução agrária e o estabelecimento do poder democrático rural revolucionário, mas não conseguiu apresentar programas específicos para atender à demanda camponesa pela terra. 

## Eleitos
O congresso elegeu 29 membros para o Comitê Central e mais 10 membros suplentes. O Comitê Central elegeu Chen Duxiu, Zhang Guotao, Li Weihan, Cai Hesen, Li Lisan, Qu Qiubai e Tan Pingshan para formar o Politburo, com Chen Duxiu eleito para Secretário-Geral. 